# Carpentum

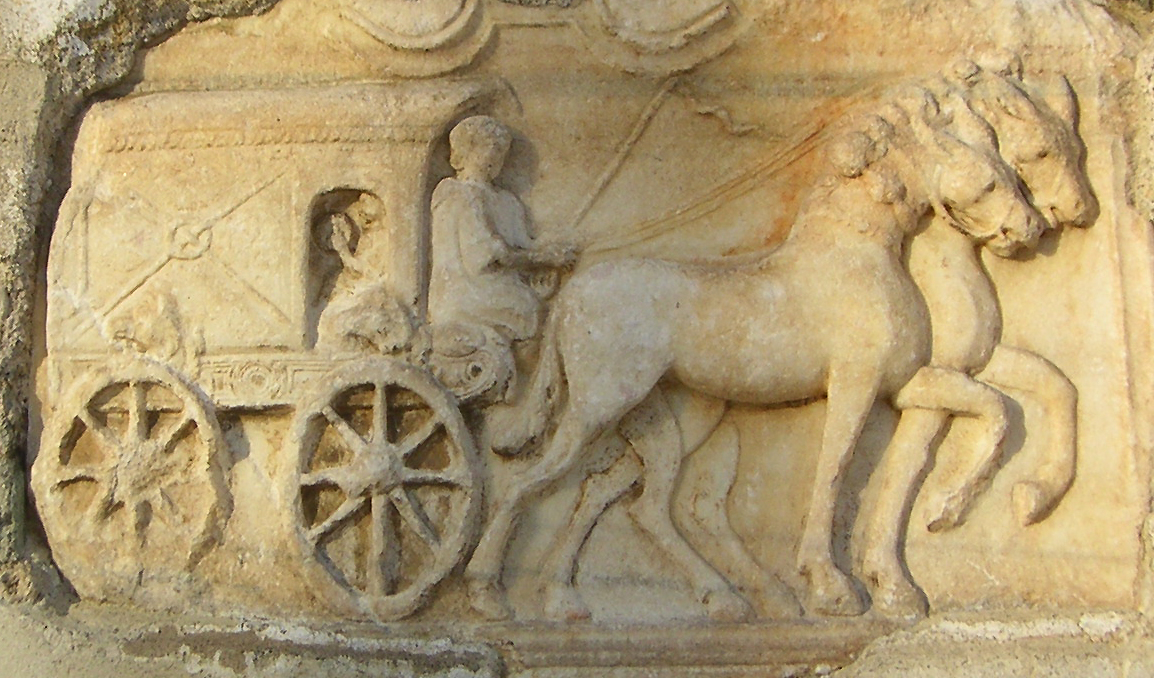
Carpentum a quattro ruote

Il carpentum era un tipo di carro in uso nell'antica Roma.

## Descrizione
Solitamente a due ruote e più raramente a quattro ruote, il carpentum era trainato da muli.
Era utilizzato dalle matrone e dalle Vestali; dopo Augusto fu utilizzato anche dalle imperatrici.

## Storia

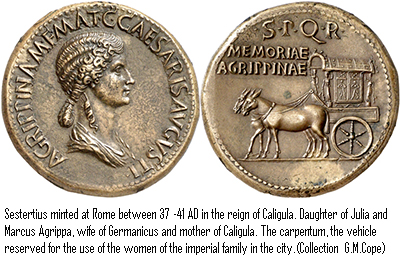
Sesterzio di Agrippina maggiore (37-41 d.C.) raffigurante un carpentum

L'utilizzo di questo carro era attestato presso i Galli, tra i quali gli Allobrogi, gli Elvezi e i Cimbri, i Britanni ed i Romani.